# Metapneumovírus
Metapneumovírus é um gênero de vírus de RNA de fita simples e polaridade negativa, pertencente à ordem Mononegavirales e à família Pneumoviridae.

## Taxonomia
As seguintes espécies pertencem ao gênero Metapneumovírus:
- Metapneumovírus aviário
- Metapneumovírus humano

A espécie-tipo é o metapneumovírus aviário, conhecido por ser o agente causador da rinotraqueíte em perus. A outra espécie, o metapneumovírus humano, é responsável por aproximadamente 10% dos casos de bronquiolite e pneumonia na infância.
O genoma desse vírus é semelhante ao dos pneumovírus, com a diferença de que não contém os genes das proteínas estruturais NS1 e NS2, presentes nos pneumovírus. A ordem dos genes é a seguinte:
3-NPMF-M2-SH-GL-5

## Morfologia
Os membros do gênero Metapneumovírus são vírus de RNA de fita simples de 13 mil pares de bases: um genoma menor que o dos Pneumovírus, mas maior que o dos Paramyxoviridae. O nucleocapsídeo, com simetria helicoidal, tem cerca de 13-14 nanômetros (nm) de espessura e é circundado por uma membrana lipoproteica. Apesar do pleomorfismo, os víriona apresentam formato esférico, diâmetro de 150-200 nm. As partículas virais são envolvidas por uma camada lipídica derivada da membrana da célula hospedeira, na qual as glicoproteínas virais F (fusão), G (adsorção) e SH (pequena hidrofóbica) são inseridas, enquanto as proteínas F e G interagem com a camada de proteínas da matriz viral na superfície interna da membrana viral.